# مون‌پلیه (آیداهو)
مون‌پلیه (به انگلیسی: Montpelier) شهری در شهرستان آبشار لیک ایالت آیداهو است که جمعیت آن در سرشماری سال ۲۰۱۰ میلادی ۲٬۵۹۷ نفر بوده است.